# Уэст, Энтони
Энтони «Энт» Уэст (англ. Anthony West; род. 17 июля 1981, Мэриборо, Квинсленд, Австралия) — австралийский мотогонщик, участник чемпионатов мира по шоссейно-кольцевых мотогонок MotoGP и Supersport. За карьеру одержал две победы на этапах серии Гран-При, оба в Нидерландах (в 2003 и 2014 годах).
Известный по прозвищу «Человек дождя» благодаря умению езды на мокром покрытии во время дождевых гонок.

## Биография
Выиграв чемпионат Австралии по дорожным гонкам (англ. dirt track) в классе 250сс, а также имея соответствующего опыта в шоссейно-кольцевых гонках в классе 125сс на национальном уровне, Энтони Вест дебютировал в чемпионате мира MotoGP в сезоне 1999 года, закончив его на 12-й позиции в общем зачете класса 250сс. В следующем сезоне он стал шестым.
В 2001-м Энтони перешел в «королевского» класса 500сс, где по итогам сезона был 18-м. Не найдя достаточно спонсоров для участия в чемпионате, Вест вынужден был пропустить сезон 2002.
В 2003-м он вернулся в класс 250cc. Выступая на Aprilia, он одержал дебютную победу (Гран-При Нидерландов). Добавив к ней еще три подиумы, по итогам сезона Энтони занял седьмое место (самое высокое в карьере). Следующие три сезона стали для австралийца менее успешными: выступая в классе 250сс он только один раз сумел подняться на подиум.
Сезон 2007 Вест также начал в среднем классе, однако в разгар чемпионата перешел в MotoGP, заменив в команде «Kawasaki Racing Team» Оливье Жаке. В результате 11 гонок он занял 15-е место в общем зачете. В следующем году Энтони продолжил выступать за японскую команду в «королевском» классе, и этот сезон стал последним для «Kawasaki» в MotoGP. В общем зачете Вест занял 18-е место.
После года отсутствия, в 2010-м Вест вернулся к чемпионату, подписав двухлетний контракт с командой «MZ Racing Team» для выступлений в новом классе Moto2. Он не продемонстрировал высоких результатов, но его опыт был востребованный командой «QMMF» для сезона 2012, в ходе которого он сначала выступал на Moriwaki, позже пересев на мотоцикл производства Speed Up. Это принесло Весту два подиумы подряд.
Он остался с командой на сезон 2013, но после окончания сезона пришла весть, что Весту аннулированы все результаты гонок за период с Гран-При Франции-2012 до октября 2013 года в связи с употреблением допинга.
В сезоне 2014 Энтони продолжил выступать за катарскую команду. Первые гонки австралиец заканчивал в районе десятого места, но на Гран-При Нидерландов, которое проходило в сложных погодных условиях, сумел одержать вторую победу в карьере. Всего в сезоне Ент занял 12-е место и продолжил выступать в составе «QMMF Racing Team» и в следующем сезоне.
Сезон 2015 начался с посредственных результатов. Энтони нечасто попадал в зачетную зону, а его лучшими результатами стали два седьмых места. По итогам 13-ти гонок сезона он занимал в общем зачете лишь 19-е место, поэтому после Гран-При Сан-Марино он был уволен из команды и прекратил свое участие в чемпионате. В конце сезона Энтони заменил в команде «AB Motoracing» травмированного Карела Абрахама, приняв участие в трех гонках класса MotoGP.
Из-за отсутствия средств на дальнейшее участие в чемпионате MotoGP, Ент на сезон 2016 вынужден был искать возможность участия в других сериях мотогонок. Так, он откликнулся на предложение команды «Tribeca Racing» и принял участие в дебютной гонке сезона чемпионата WSS, Гран-При Австралии, где занял третье место.